# Alopecurus winklerianus
Alopecurus winklerianus är en gräsart som beskrevs av Paul Friedrich August Ascherson och Karl Otto Robert Peter Paul Graebner. Alopecurus winklerianus ingår i släktet kavlen, och familjen gräs. Inga underarter finns listade i Catalogue of Life.